# Reginald Johnston
Pour les articles homonymes, voir Johnston.
Reginal Johnston (chinois : 莊士敦 ; pinyin : Zhuāng Shìdūn), né le 13 octobre 1874 à Édimbourg et mort le 6 mars 1938 dans la même ville, est un diplomate et le précepteur (enseignant impérial) de l'empereur Puyi.

## Biographie
Sir Reginald Fleming Johnston est un diplomate et administrateur colonial écossais. Né à Édimbourg, il étudie aux Universités d'Édimbourg et d’Oxford avant de rejoindre le service colonial britannique en 1898. Sa carrière en Chine commence en 1904 lorsqu'il est affecté à Weihaiwei (Weihai) territoire britannique loué sur la côte du Shandong. Johnston développe une admiration pour la culture chinoise et le bouddhisme, publiant plusieurs livres sur ses voyages et expériences en Chine.
En 1919, Johnston est nommé précepteur de Puyi, le dernier empereur de Chine qui est âgé de 13 ans. Il habite dans la Cité Interdite, devenant l'un des rares étrangers à avoir accès à la cour impériale. Johnston joue un rôle important dans l'éducation de Puyi. Après l'expulsion de ce dernier de la Cité Interdite en 1924, Johnston retourne au service colonial. 
De 1927 à 1930, il est le dernier gouverneur de la concession anglaise de Weihaiwei (Weihai), dans la province du Shandong, sous la République de Chine.
En 1931, Johnston est nommé professeur de chinois à l'Université de Londres. Il conserve des liens avec Puyi, lui rendant même visite en Mandchoukouo en 1935. 
À sa retraite en 1937, Johnston s'installe sur une petite île en Écosse jusqu’à son décès, l'année suivante, à Édimbourg.

## Postérité
Le livre de Johnston Au coeur de la Cité interdite (en) (1934) a été utilisé comme source pour le film de Bernardo Bertolucci Le Dernier Empereur (1987). Dans ce dernier, le rôle de Johnston est joué par l'acteur Peter O'Toole.

## Œuvres
- Au cœur de la Cité Interdite: Mémoires inédits, préface d'Alain Peyrefitte, coll. Le Temps Retrouvé, Mercure de France, 2018.